# Adeloparius septemmaculatus
Adeloparius septemmaculatus är en skalbaggsart som beskrevs av Fabricius 1781. Adeloparius septemmaculatus ingår i släktet Adeloparius och familjen Aphodiidae. Inga underarter finns listade i Catalogue of Life.